# Comuna Racovița, Timiș
Racovița (germană Rakowitza, maghiară Rakovica) este o comună în județul Timiș, Banat, România, formată din satele Căpăt, Drăgoiești, Ficătar, Hitiaș, Racovița (reședința) și Sârbova.

## Obiective turistice
- Biserica de lemn "Adormirea Maicii Domnului" (secolul XVIII; pictată în 1778), monument istoric, din satul Căpăt[nefuncțională]

## Demografie
Componența etnică a comunei Racovița
     Români (90,83%)
     Romi (2,39%)
     Alte etnii (1,23%)
     Necunoscută (5,54%)
Componența confesională a comunei Racovița
     Ortodocși (88,65%)
     Penticostali (2,6%)
     Romano-catolici (1,03%)
     Alte religii (1,64%)
     Necunoscută (6,09%)
Conform recensământului efectuat în 2021, populația comunei Racovița se ridică la 2.924 de locuitori, în scădere față de recensământul anterior din 2011, când fuseseră înregistrați 3.168 de locuitori. Majoritatea locuitorilor sunt români (90,83%), cu o minoritate de romi (2,39%), iar pentru 5,54% nu se cunoaște apartenența etnică. Din punct de vedere confesional, majoritatea locuitorilor sunt ortodocși (88,65%), cu minorități de penticostali (2,6%) și romano-catolici (1,03%), iar pentru 6,09% nu se cunoaște apartenența confesională.

## Politică și administrație
Comuna Racovița este administrată de un primar și un consiliu local compus din 11 consilieri. Primarul, Alexandru-Valentin Catrinoi[*], de la Partidul Național Liberal, este în funcție din 1 noiembrie 2024. Începând cu alegerile locale din 2024, consiliul local are următoarea componență pe partide politice:
|  | Partid                          | Consilieri | Componența Consiliului | Componența Consiliului | Componența Consiliului | Componența Consiliului | Componența Consiliului |
|  | ------------------------------- | ---------- | ---------------------- | ---------------------- | ---------------------- | ---------------------- | ---------------------- |
|  | Partidul Național Liberal       | 5          |                        |                        |                        |                        |                        |
|  | Partidul Social Democrat        | 4          |                        |                        |                        |                        |                        |
|  | Alianța pentru Unirea Românilor | 1          |                        |                        |                        |                        |                        |
|  | Alianța Dreapta Unită           | 1          |                        |                        |                        |                        |                        |

## Vezi și
- Biserica de lemn din Căpăt
- Lunca Timișului (sit de importanță comunitară inclus în rețeaua europeană Natura 2000 în România)
- Lunca Timișului, arie de protecție specială avifaunistică.
- Pădurea Dumbrava (sit de importanță comunitară)

## Galerie de imagini, bisericile din comuna Racovița și monumentul eroilor

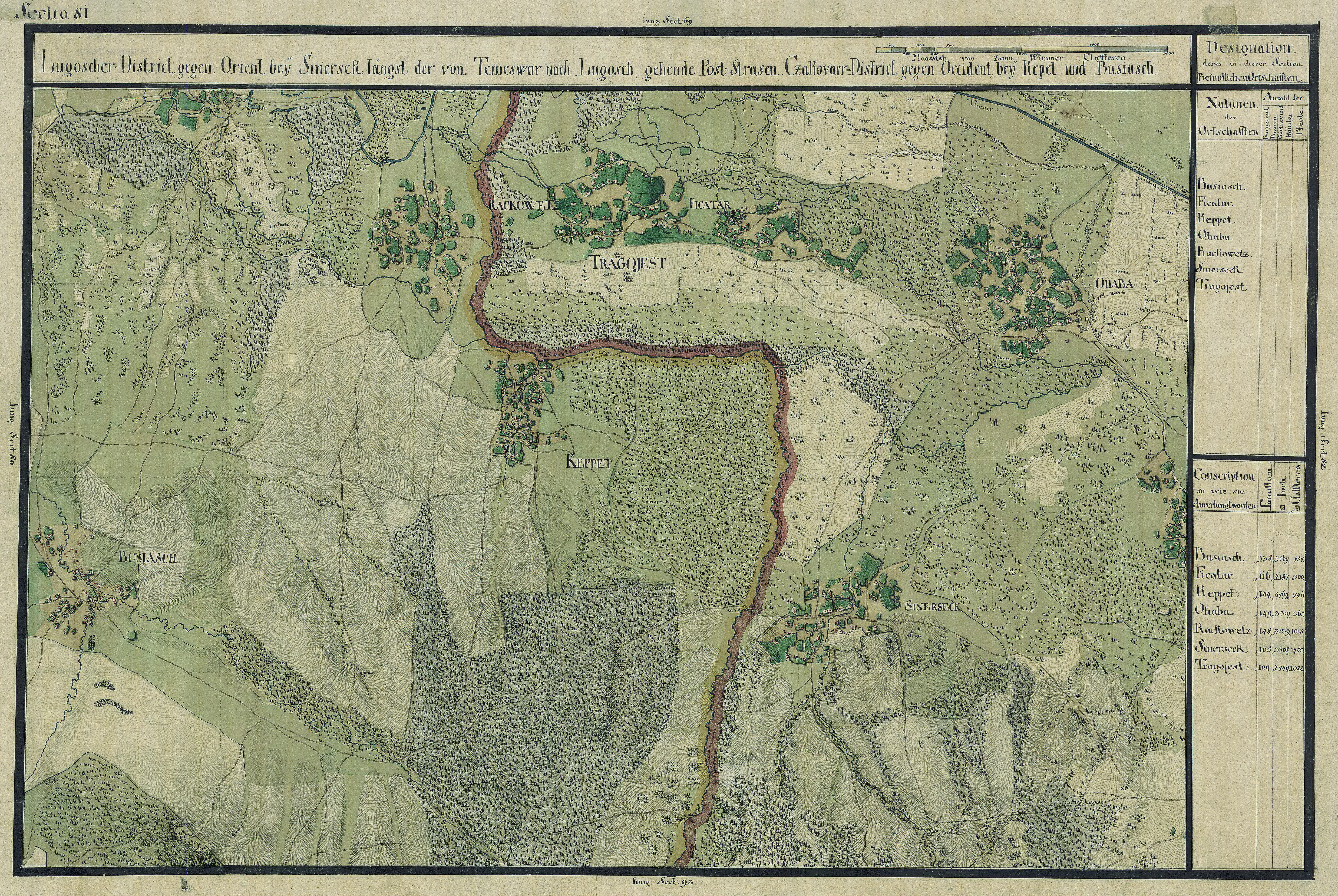
Racovița în Harta Iosefină a Banatului, 1769-72
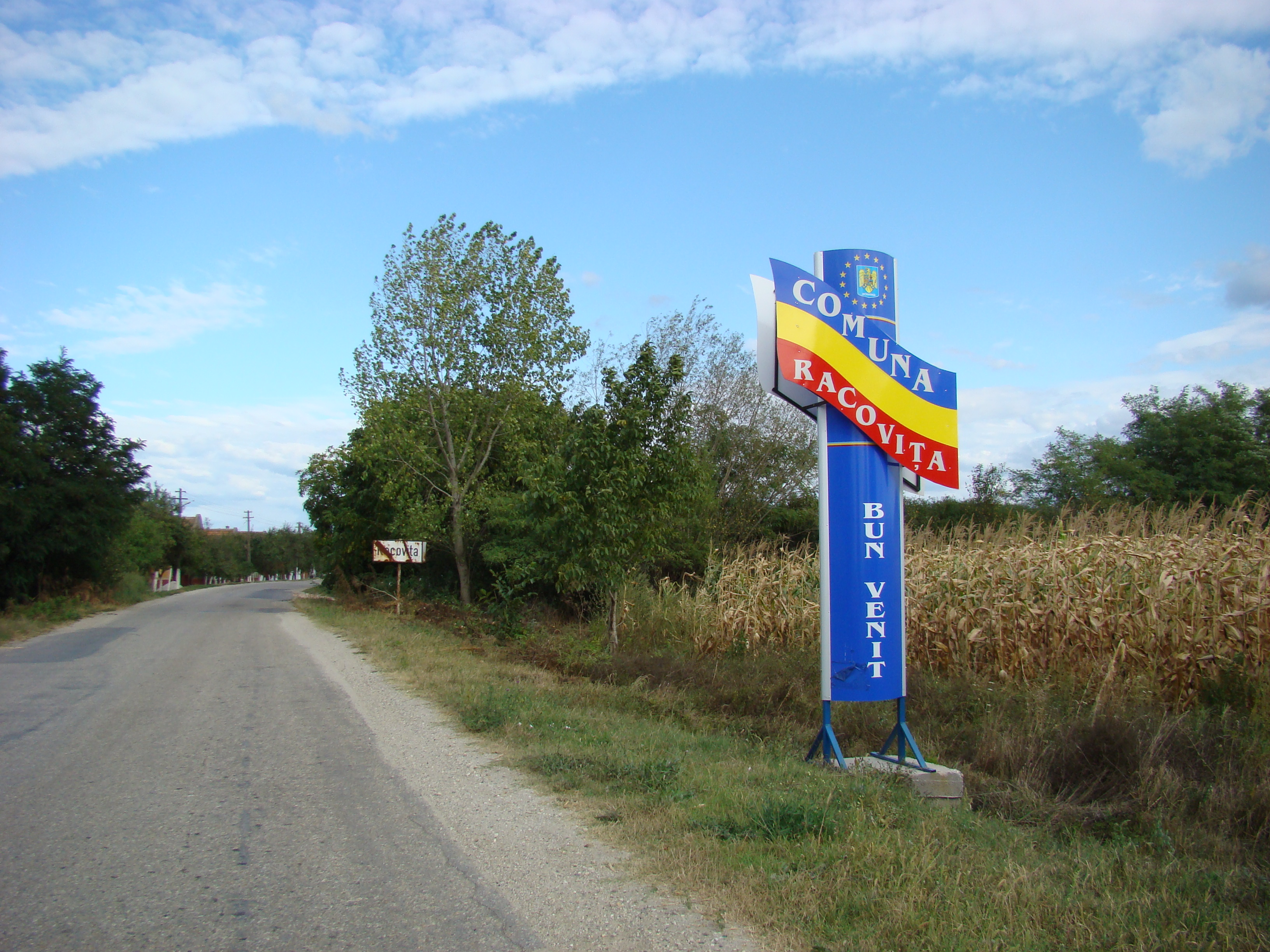
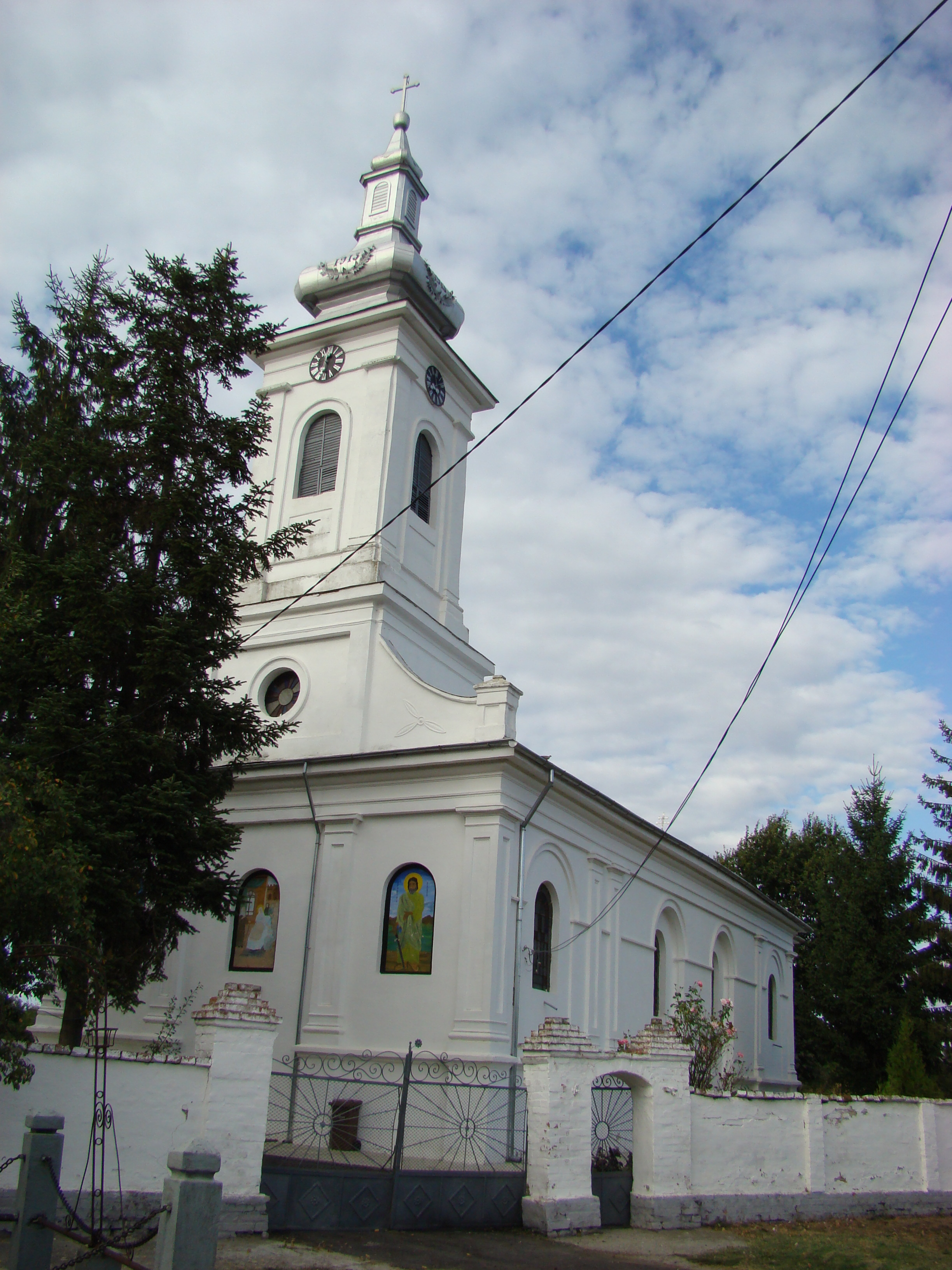
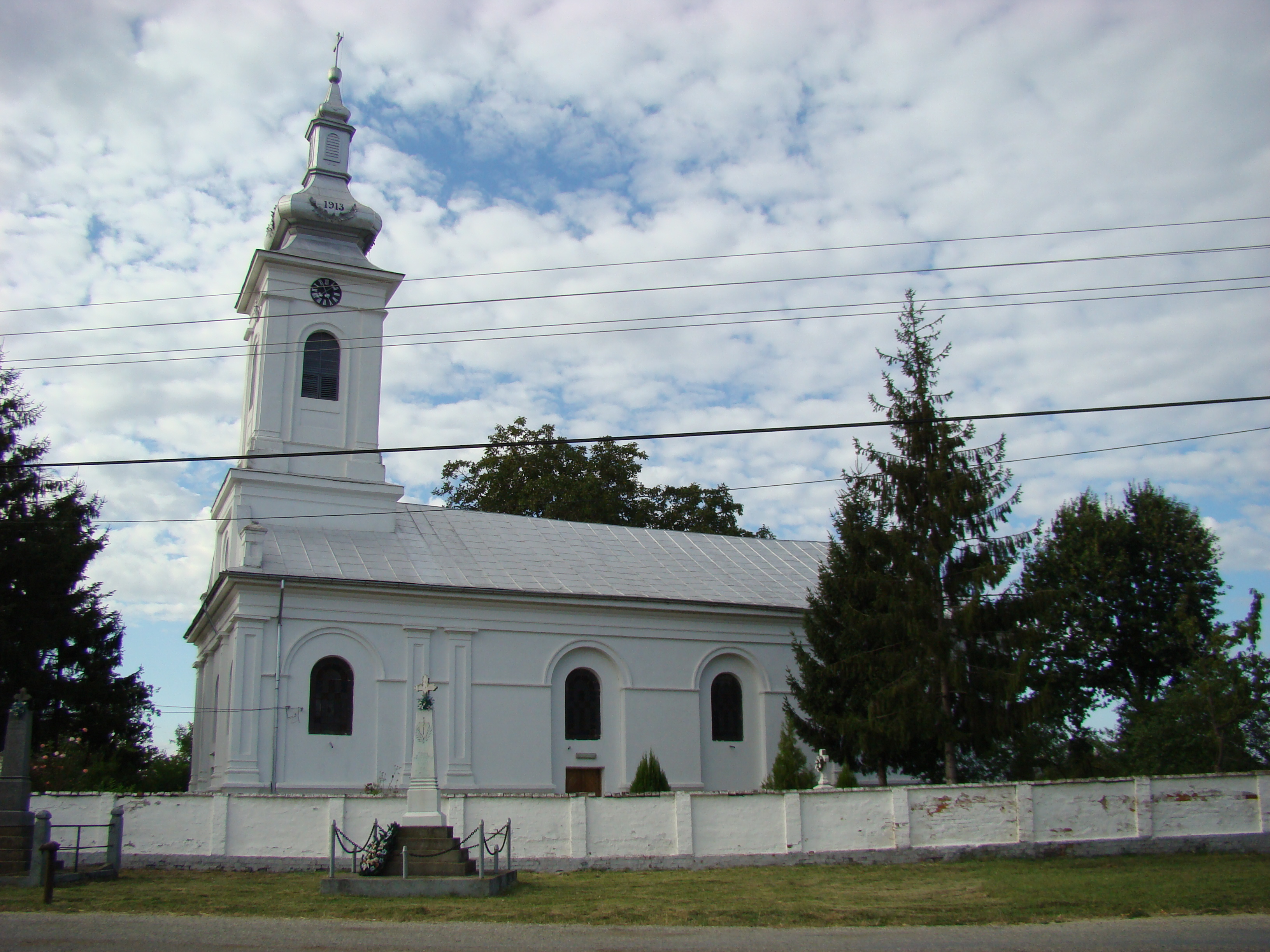
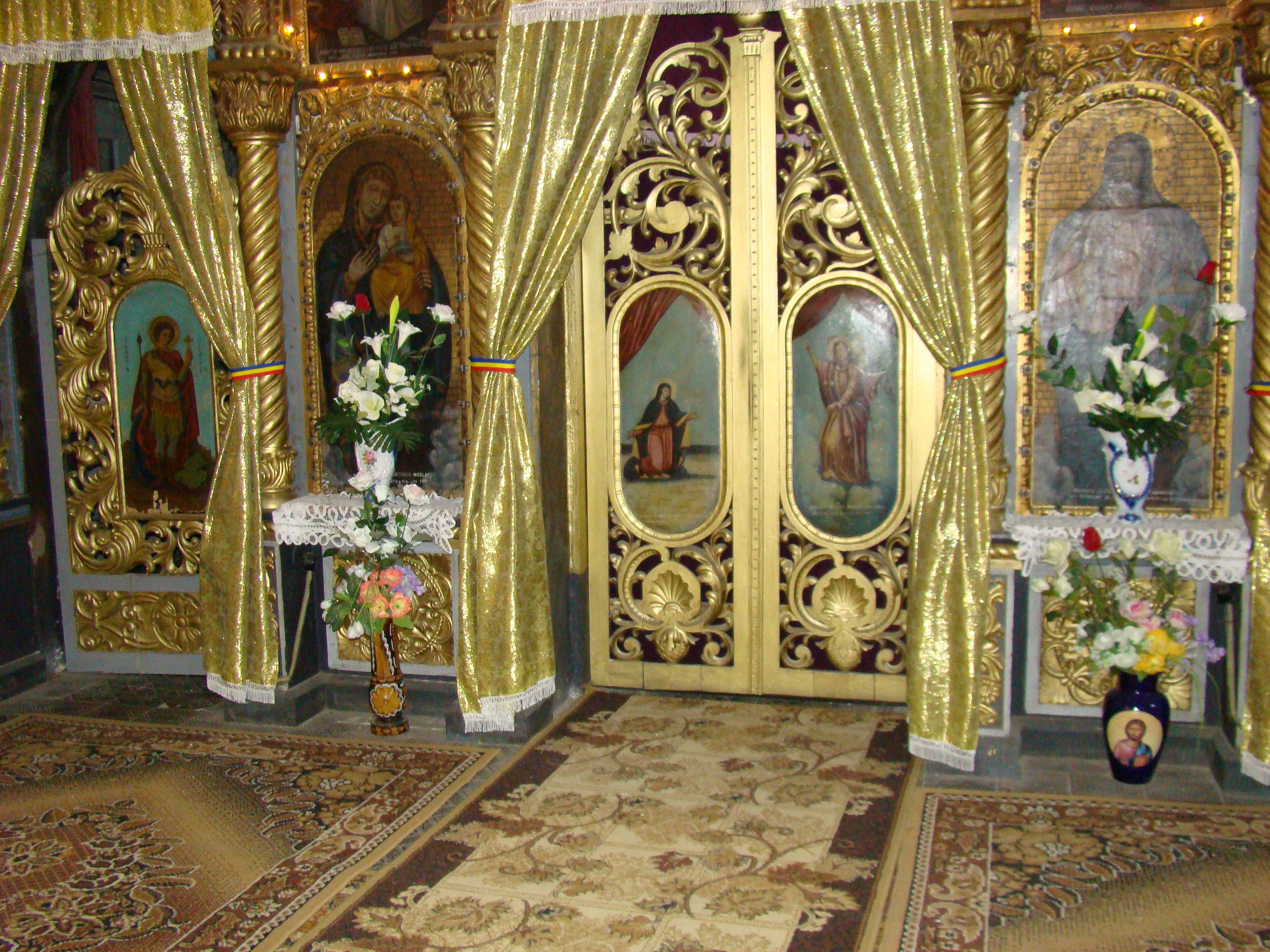
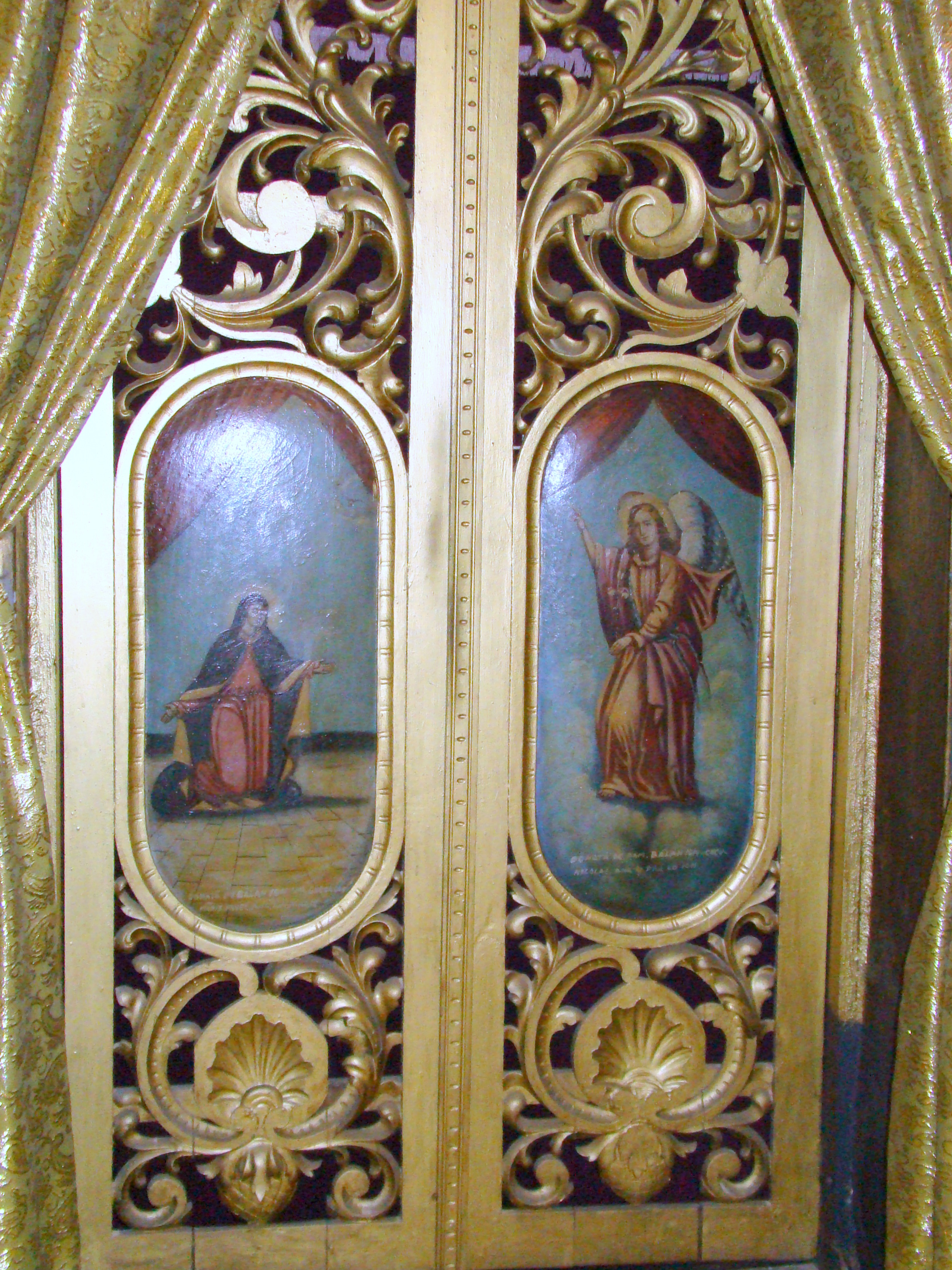
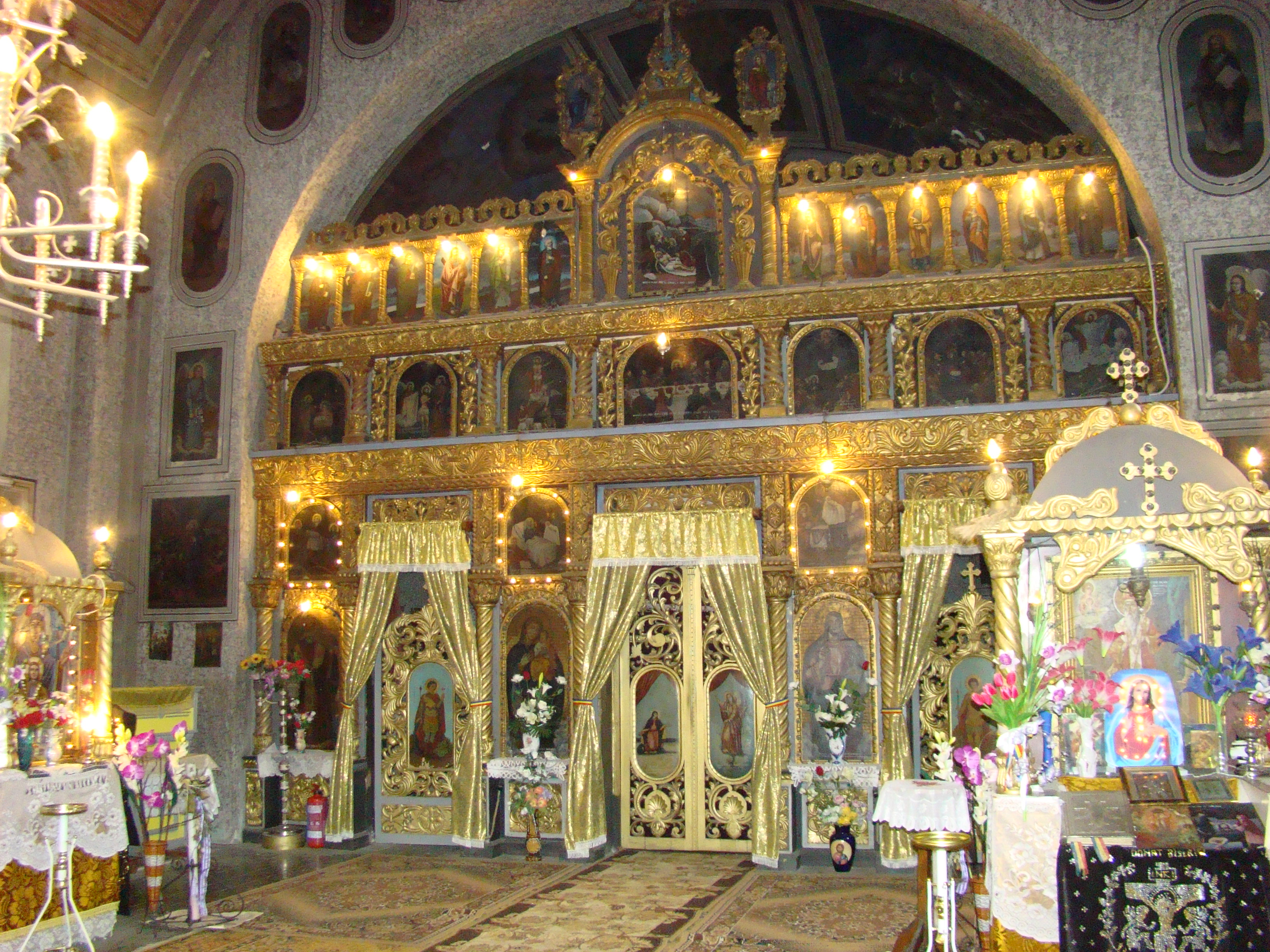
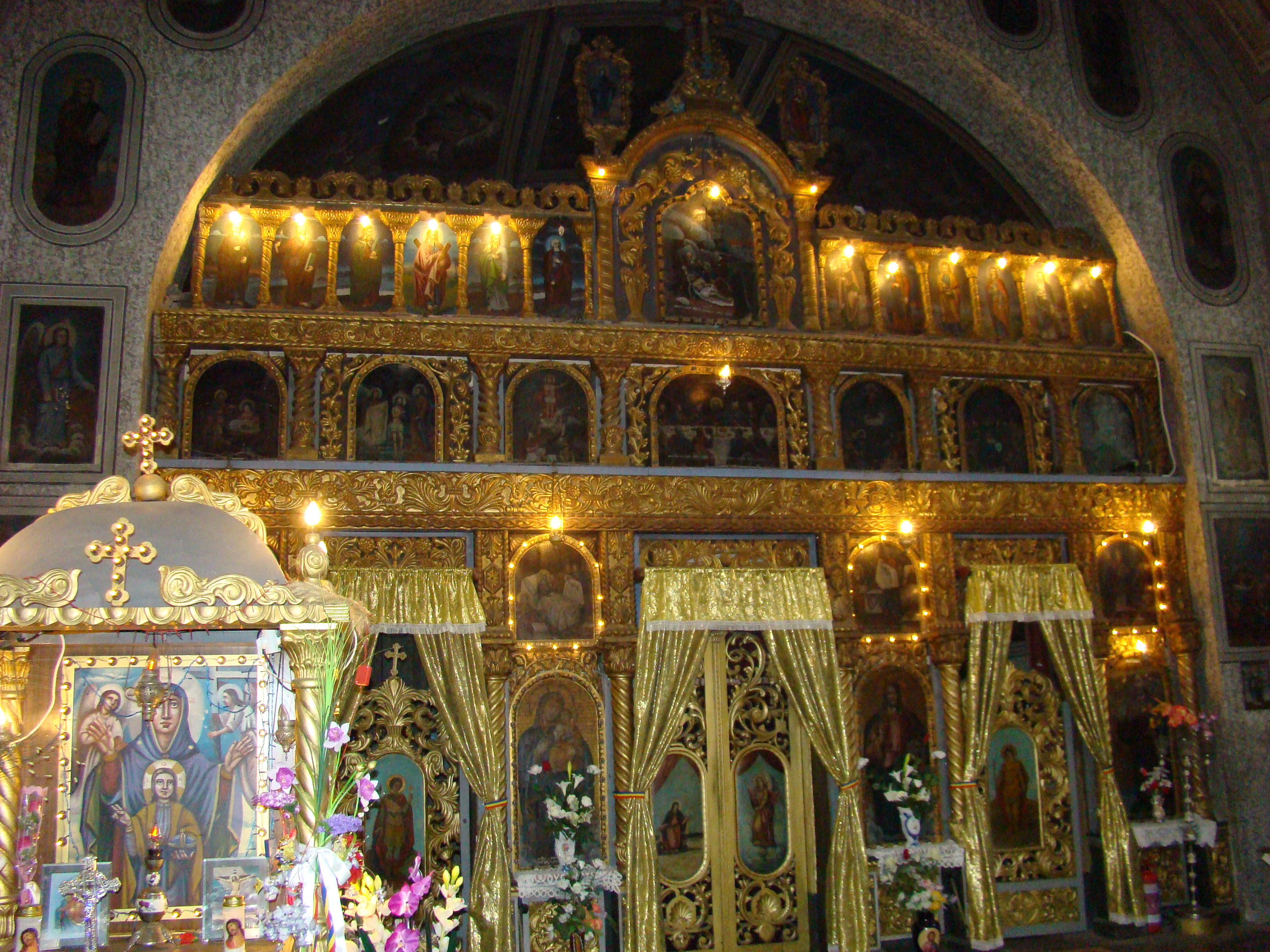
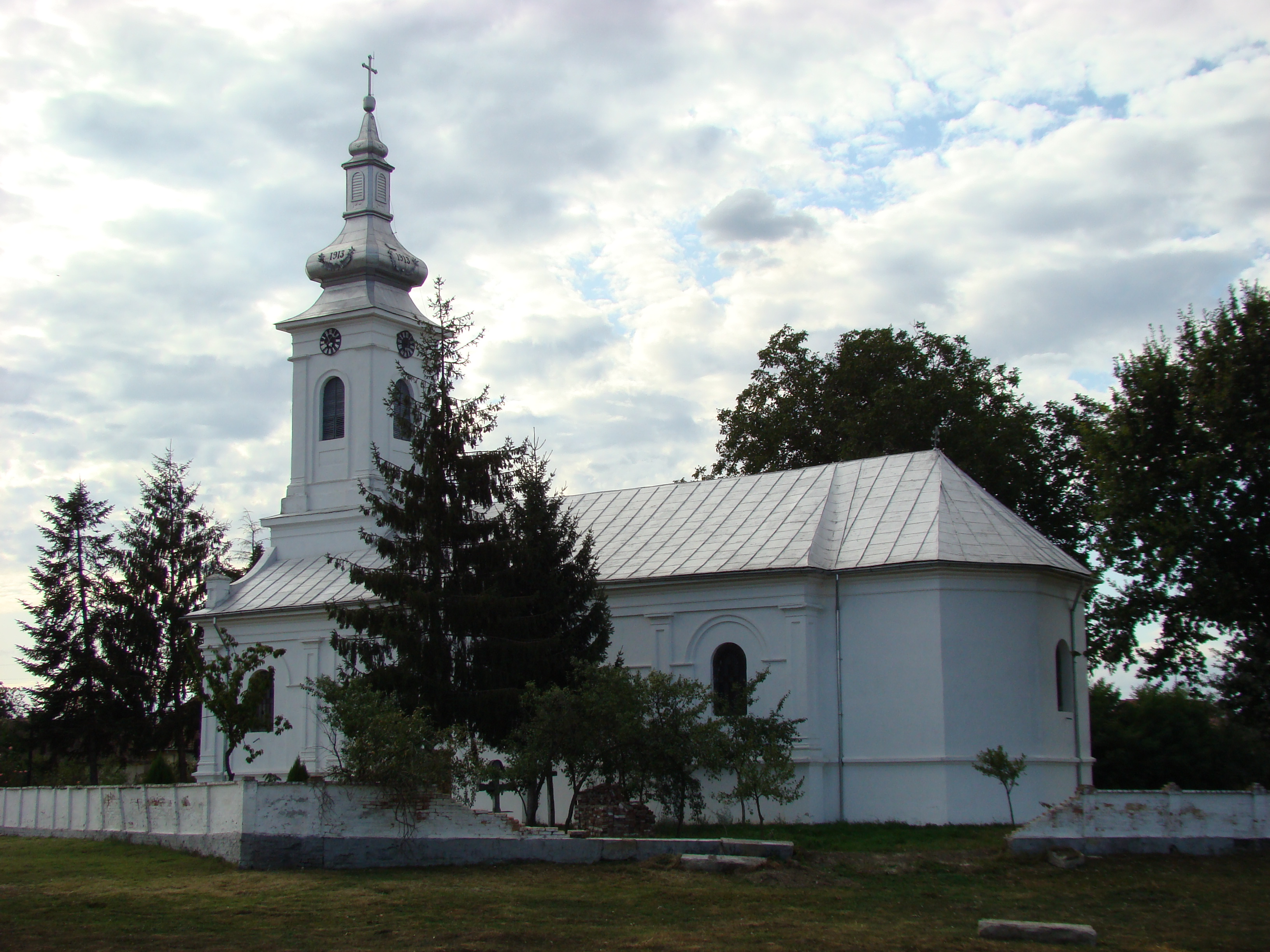
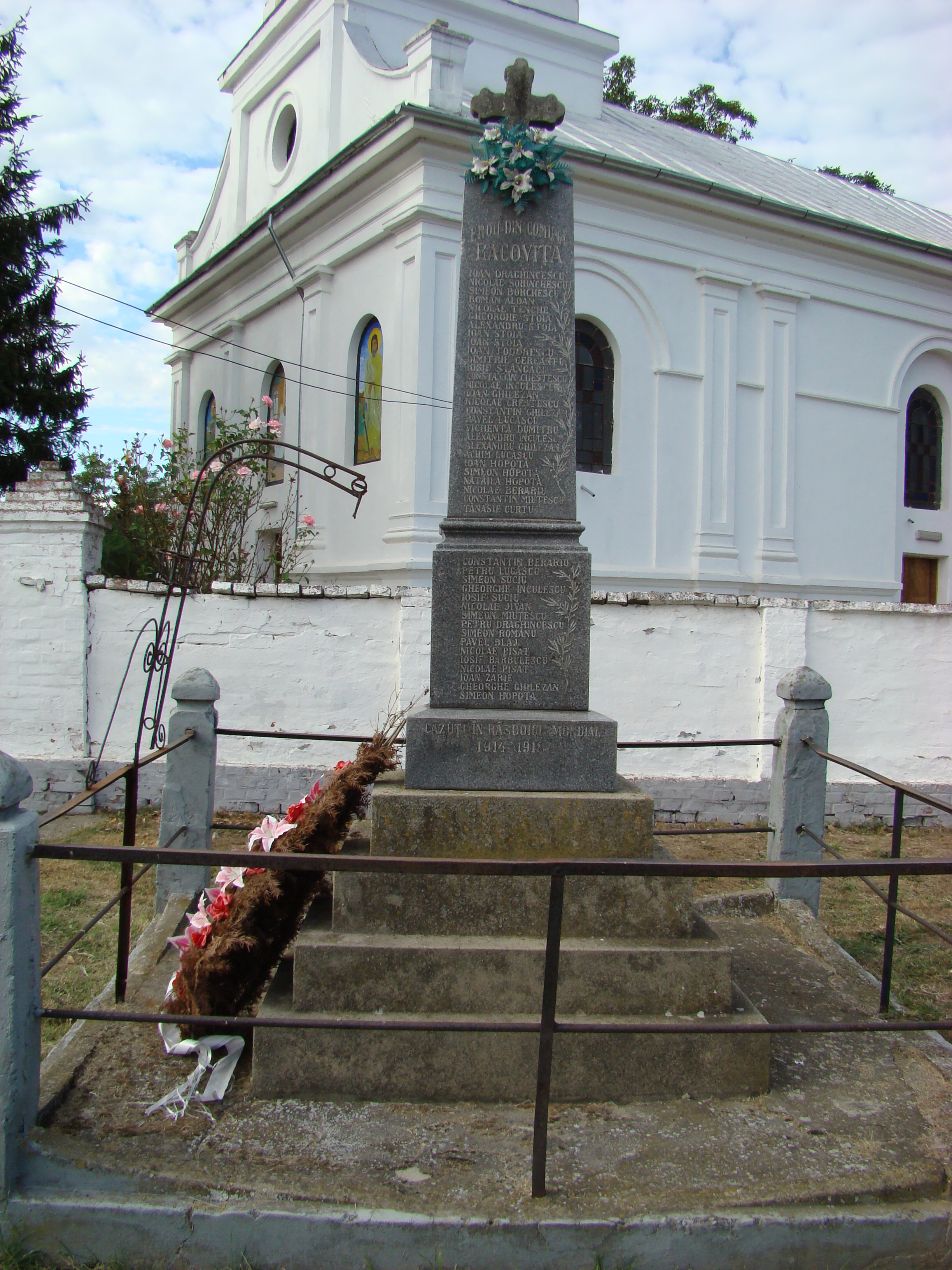
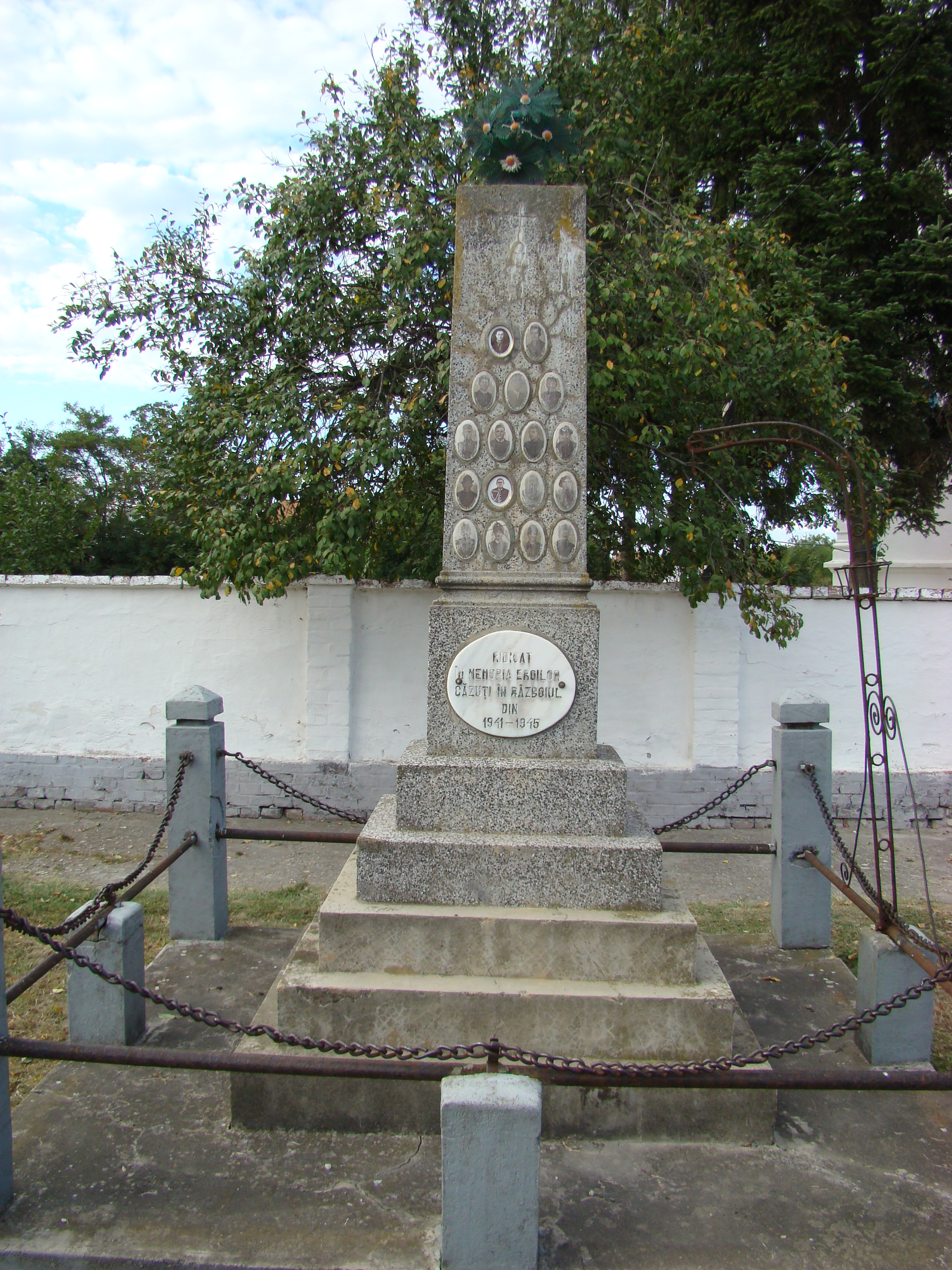
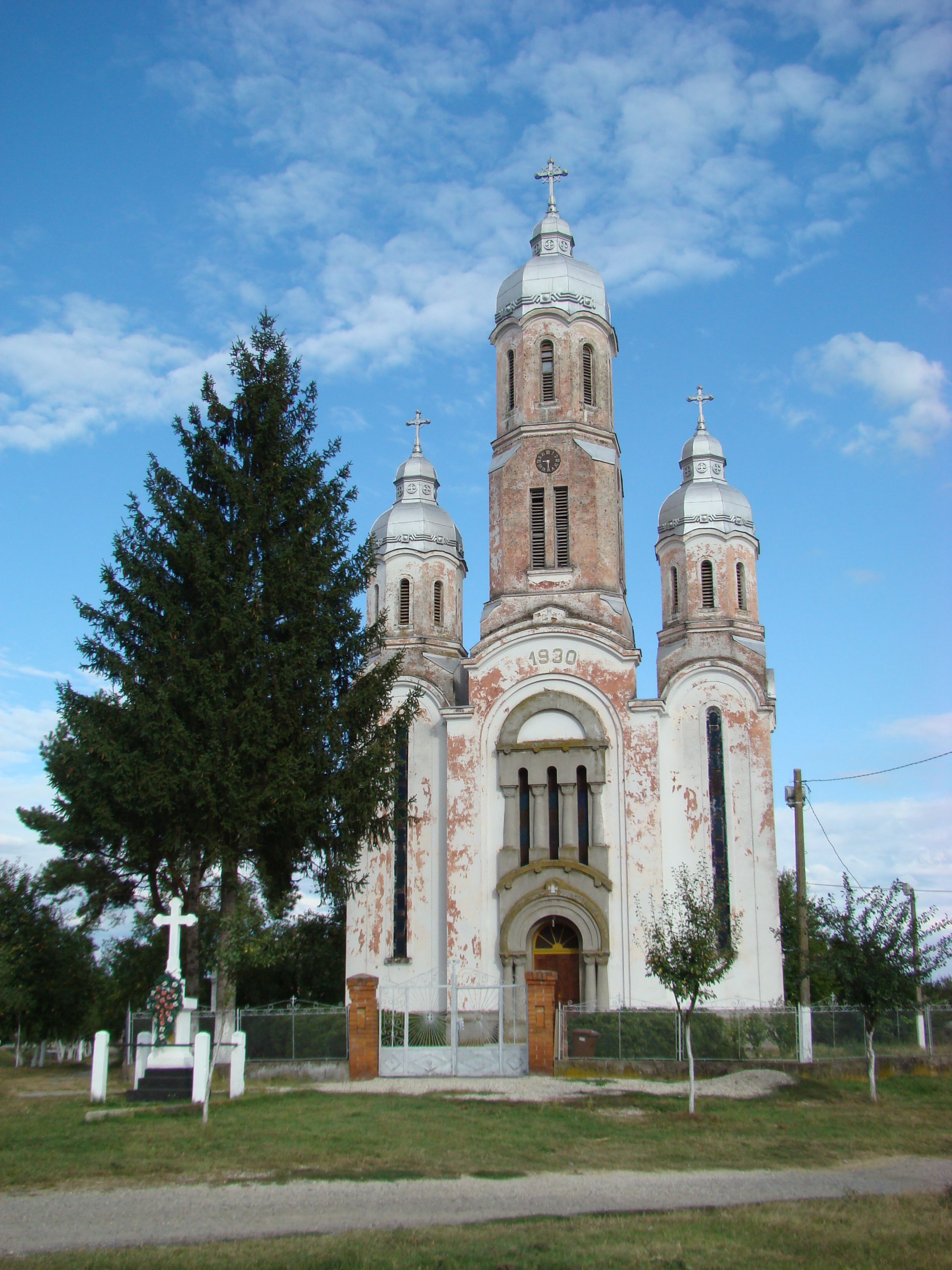